# Mathigatta, Channarayapatna
Mathigatta là một làng thuộc tehsil Channarayapatna, huyện Hassan, bang Karnataka, Ấn Độ.